# کویونی-مازارونی
کویونی-مازارونی (به لاتین: Cuyuni-Mazaruni) یک منطقه در کشور گویان است که در غرب آن واقع شده‌است، مرکز این منطقه شهر بارتیکا است.

## خصوصیات
کویونی-مازارونی ۴۷٬۲۱۳ کیلومترمربع مساحت و ۲۰٬۲۸۰ نفر جمعیت دارد.